# Murder, She Said
Murder, She Said é um filme britânico de 1961, do gênero policial, dirigido por George Pollock, com roteiro de David Pursall e Jack Seddon baseado no livro 4.50 from Paddington, de Agatha Christie.

## Sinopse
Jane Marple (Margaret Rutherford) é uma solteirona idosa, aficionada por livros de mistério e crime. Quando o trem onde viaja se cruza com outro, ela testemunha uma moça ser estrangulada. Desacreditada pela polícia e decidida a desvendar o crime, Miss Marple começa suas próprias investigações, que a levarão até Ackenthorpe Hall, o lar de um milionário inválido (James Robertson Justice) cuja morte poderia beneficiar várias pessoas... 

## Elenco
- Margaret Rutherford: Miss Jane Marple
- Arthur Kennedy: Dr. Quimper
- Muriel Pavlow: Emma Ackenthorpe
- James Robertson Justice: Luther Ackenthorpe
- Thorley Walters: Cedric Ackenthorpe
- Charles 'Bud' Tingwell: Inspetor Craddock
- Conrad Phillips: Harold Craddock
- Ronald Howard: Brian Eastley
- Joan Hickson: Mrs. Kidder
- Stringer Davis: Mr. Jim Stringer
- Ronnie Raymond : Alexander Eastley
- Gerald Cross: Albert Ackenthorpe
- Michael Golden: Hillman
- Barbara Leake: Mrs. Hilda Stainton
- Gordon Harris: Sargento Bacon
- Peter Butterworth: Bilheteiro
- Richard Briers: Mrs. Binster
- Lucy Griffiths: Lucy